# Dark Waters (film 1944)
Dark Waters  (ang. Dark Waters ) – amerykański film z 1944 roku w reżyserii André De Toth. 

## Obsada
- Merle Oberon jako Leslie Calvin
- Gigi Perreau jako dziewczyna (niewymieniona w czołówce)
- Franchot Tone jako Dr George Grover
- Thomas Mitchell jako pan Sydney
- Fay Bainter jako ciotka Emily
- Elisha Cook Jr. jako Cleeve
- John Qualen jako wujek Norbert
- Rex Ingram jako Pearson Jackson